# Vincetoxicum petrense
Vincetoxicum petrense är en oleanderväxtart som först beskrevs av William Botting Hemsley och Lace, och fick sitt nu gällande namn av Karl Heinz Rechinger. Vincetoxicum petrense ingår i släktet tulkörter, och familjen oleanderväxter. Inga underarter finns listade i Catalogue of Life.